# Соломон, Джаррин
Джаррин Соломон (англ. Jarrin Solomon, род. 11 января 1986 года) — легкоатлет из Тринидада и Тобаго, который специализируется в беге на 400 метров. Чемпион мира в эстафете (2016). Бронзовый призёр летних Олимпийских игр 2012 года в Лондоне.

## Карьера
С 2005 года выступает на крупных международных соревнованиях. В 2012 году Соломон вместе с партнёрами по сборной стал бронзовым призёром Олимпийских игр в эстафете 4×400 м. Через три года тринидадец на Чемпионате мира в Пекине поднимется на серебряную ступеньку в данной дисциплине. В 2016 году, опередив сборную США, бегуны из Тринидада и Тобаго выиграли первенство планеты.